# Campeonato Mundial de Atletismo em Pista Coberta de 2016 - Revezamento 4x400 m feminino
A prova dos 4 x 400 metros estafetas feminino do Campeonato Mundial de Atletismo em Pista Coberta de 2016 ocorreu dia  20 de março em Portland, nos Estados Unidos.

## Recordes
Antes desta competição, os recordes mundiais e do campeonato nesta prova eram os seguintes:
|    | Nacionalidade | Tempo     | Local                | Data                  |
| -- | ------------- | --------- | -------------------- | --------------------- |
| WR | Rússia        | 3m 23s 37 | Glasgow, Reino Unido | 28 de janeiro de 2006 |
| CR | Rússia        | 3m 23s 88 | Budapeste, Hungria   | 7 de março de 2004    |

## Medalhistas
| Ouro                                                                                | Prata                                                                             | Bronze                                                                        |
| Estados Unidos · Natasha Hastings · Quanera Hayes · Courtney Okolo · Ashley Spencer | Polónia · Ewelina Ptak · Małgorzata Hołub · Magdalena Gorzkowska · Justyna Święty | Roménia · Adelina Pastor · Elena Mirela Lavric · Andrea Miklós · Bianca Răzor |

## Resultados
A prova ocorreu dia 20 de março. 
| Colocação         | Nacionalidade  | Nome                                                                                | Tempo   | Notas |
| ----------------- | -------------- | ----------------------------------------------------------------------------------- | ------- | ----- |
| Medalha de ouro   | Estados Unidos | Natasha Hastings, Quanera Hayes, Courtney Okolo, Ashley Spencer                     | 3:26.38 | WL    |
| Medalha de prata  | Polónia        | Ewelina Ptak, Małgorzata Hołub, Magdalena Gorzkowska, Justyna Święty                | 3:31.15 | SB    |
| Medalha de bronze | Roménia        | Adelina Pastor, Elena Mirela Lavric, Andrea Miklós, Bianca Răzor                    | 3:31.51 | SB    |
| 4                 | Nigéria        | Margaret Bamgbose, Regina George, Tameka Jameson, Ada Benjamin                      | 3:34.03 | SB    |
| 5                 | Ucrânia        | Anastasiia Lebid, Olha Bibik, Anastasiia Bryzgina, Dzhois Koba                      | 3:40.42 | SB    |
| 6                 | Jamaica        | Patricia Hall, Chrisann Gordon, Anneisha McLaughlin-Whilby, Stephenie Ann McPherson | DNF     |       |

Legenda
| Recorde mundial       | Recorde mundial (World record)               |                       | Recorde africano                      | Recorde africano (African) |                                           | Q | Classificado por posição (Qualified) |
| Recorde do campeonato | Recorde do campeonato (Championship record)  | Recorde da América    | Recorde da América (Americas)         | q                          | Classificado por melhor tempo (Qualified) |   |                                      |
| Melhor marca do ano   | Melhor marca do ano (World leading)          | Recorde asiático      | Recorde asiático (Asian)              | DNS                        | Não largou (Did not start)                |   |                                      |
| Recorde nacional      | Recorde nacional (National record)           | Recorde europeu       | Recorde europeu (European)            | DNF                        | Não terminou (Did not finish)             |   |                                      |
| Recorde pessoal       | Recorde pessoal do atleta (Personal best)    | Recorde da Oceania    | Recorde da Oceania (Oceania)          | DSQ / DQ                   | Desclassificado (Disqualified)            |   |                                      |
| Recorde da temporada  | Recorde da temporada do atleta (Season best) | Recorde sul-americano | Recorde sul-americano (South America) | NM                         | Sem marca (No mark)                       |   |                                      |